# Devario regina
Devario regina är en fiskart som först beskrevs av Fowler, 1934.  Devario regina ingår i släktet Devario och familjen karpfiskar. IUCN kategoriserar arten globalt som livskraftig. Inga underarter finns listade i Catalogue of Life.